# Klövsjö landskommun
Klövsjö landskommun var en tidigare kommun i Jämtlands län.

## Administrativ historik
Klövsjö landskommun inrättades i Klövsjö socken i Jämtland när 1862 års kommunalförordningar trädde i kraft 1863. Den upphörde vid kommunreformen 1952, då den gick upp i Övre Ljungadalens landskommun. Sedan 1971 tillhör området Bergs kommun.

## Kommunvapen
Klövsjö landskommun förde inte något vapen.

## Politik

### Mandatfördelning i valen 1938-1946
| 1 | 5 | 3 | 1 | 8 |

| 18 |

| 18 |

| 18 |

| 9 | 9 |

| 18 |